# Praça do Castelo (Pamplona)

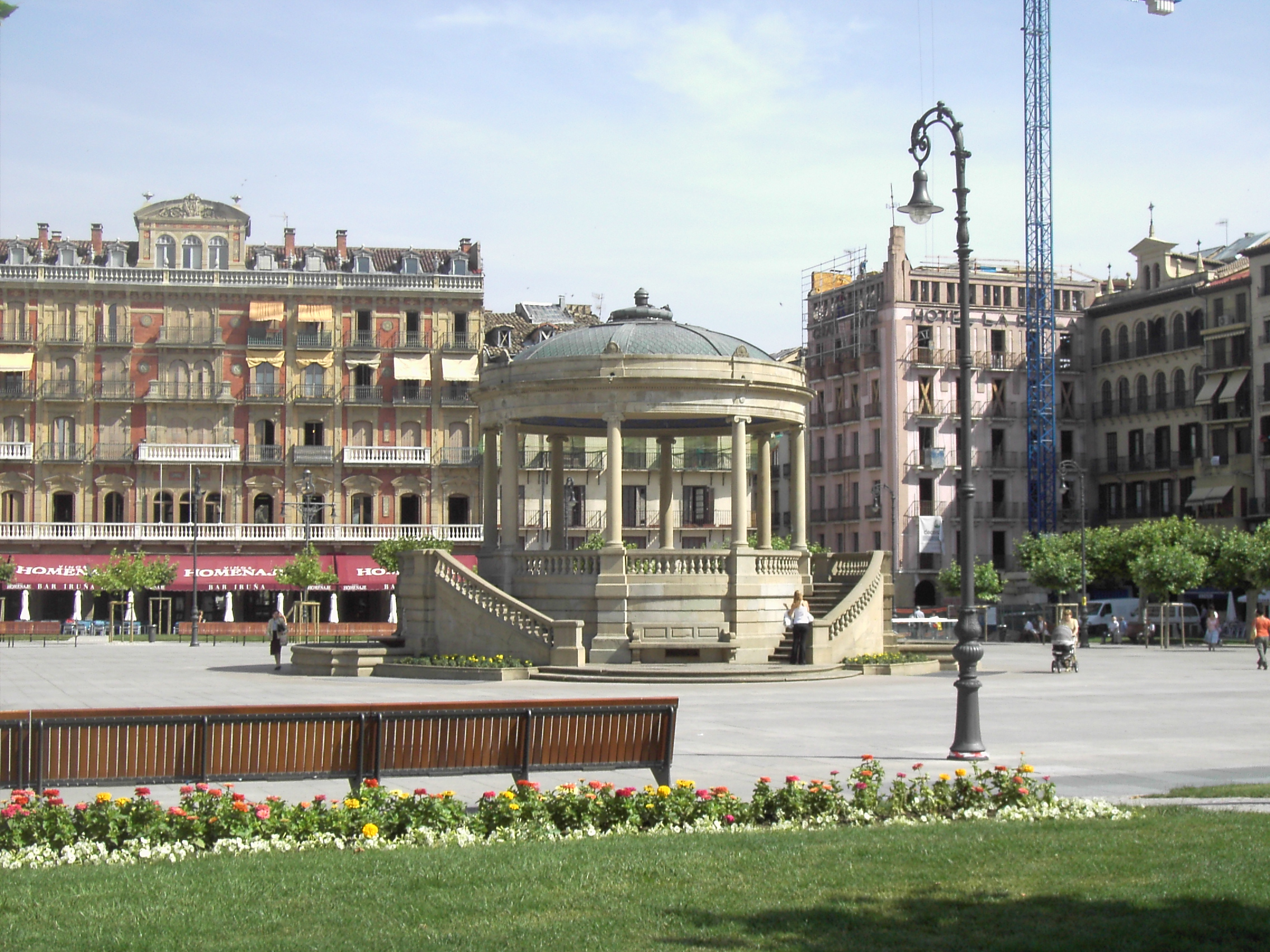

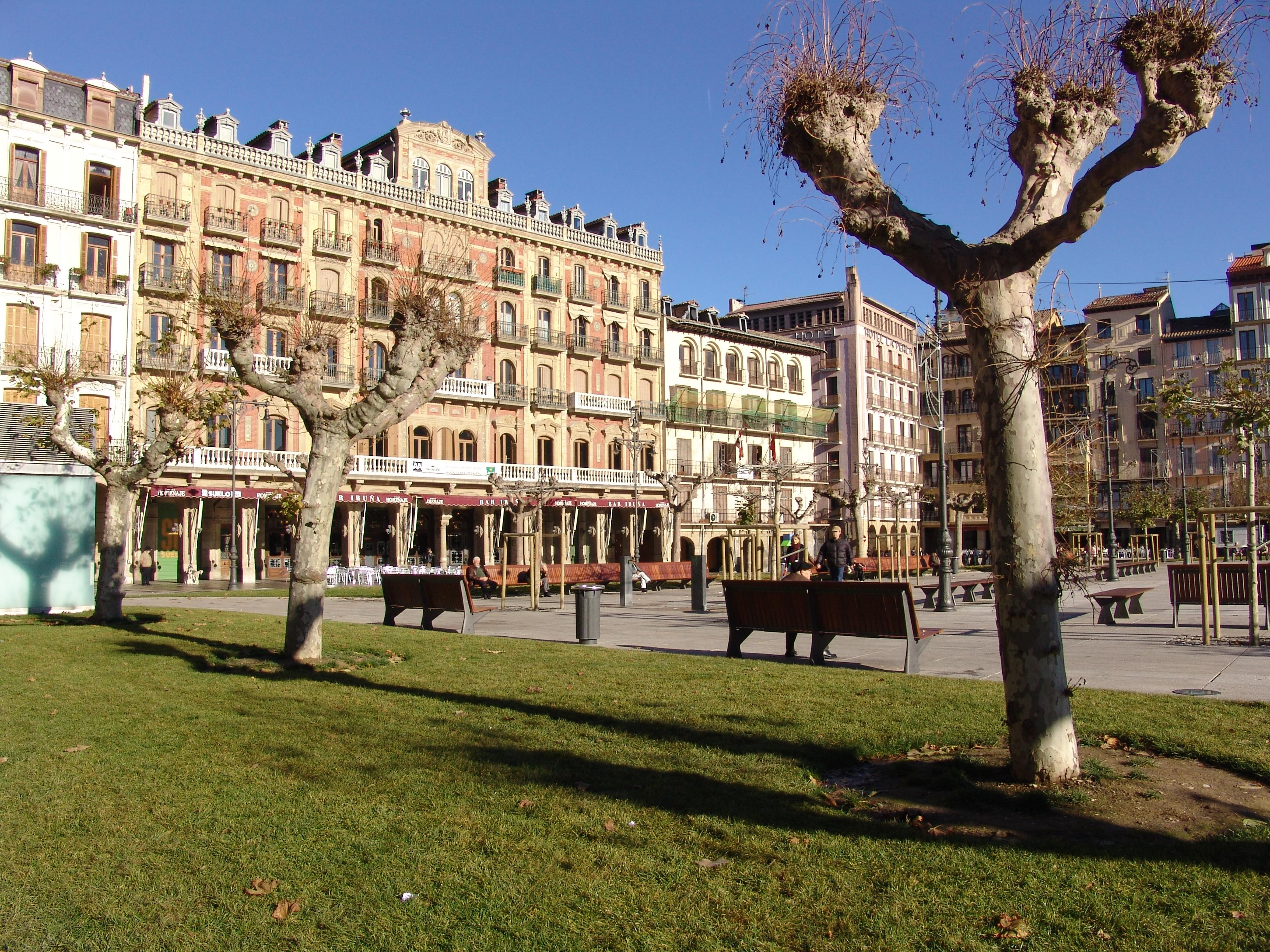

A Praça do Castelo (em castelhano: Plaza del Castillo; em basco: Gazteluko plaza) é uma praça situada no centro da cidade de Pamplona, a capital da Comunidade Foral de Navarra, Espanha. Nela têm lugar os principais acontecimentos da cidade e é considerada como uma espécie de "sala de estar" pela generalidade dos pamploneses. Apesar de já ter sido chamada oficialmente "Praça da Constituição", o seu nome histórico e atual foi sempre o mais usado popularmente.

## História
O nome da praça deve-se ao facto de ter existido um castelo no seu centro. A primeira versão desse castelo foi mandada construir pelo rei de Navarra Luís I (X de França, cognominado "o Teimoso") entre 1308 e 1311. Logo após a Conquista de Navarra por Fernando, o Católico, este ordenou a reconstrução e ampliação das muralhas da cidade em 1513. Como o castelo ficou demasiado dentro da cidade, começou a ser demolido, sendo as suas pedras usadas para a construção das muralhas. Em 1540 o castelo estava já muito descaracterizado. inalmente, em 1590, com a construção da cidadela já em estado avançado, os restos do velho castelo foram removidos.
A praça era então fechada em três dos seus quatro lados, apenas estando aberto o lado sul, o qual foi também fechado com a construção de um convento de Carmelitas Descalças, a qual foi finalizada em 1600. Entre o século XVII e 1843 a praça serviu de praça de touros. A praça apresenta construções de várias épocas, pelo que nela se pode observar uma grande variedade de estilos, sendo tão heterógenea como é tradicional.

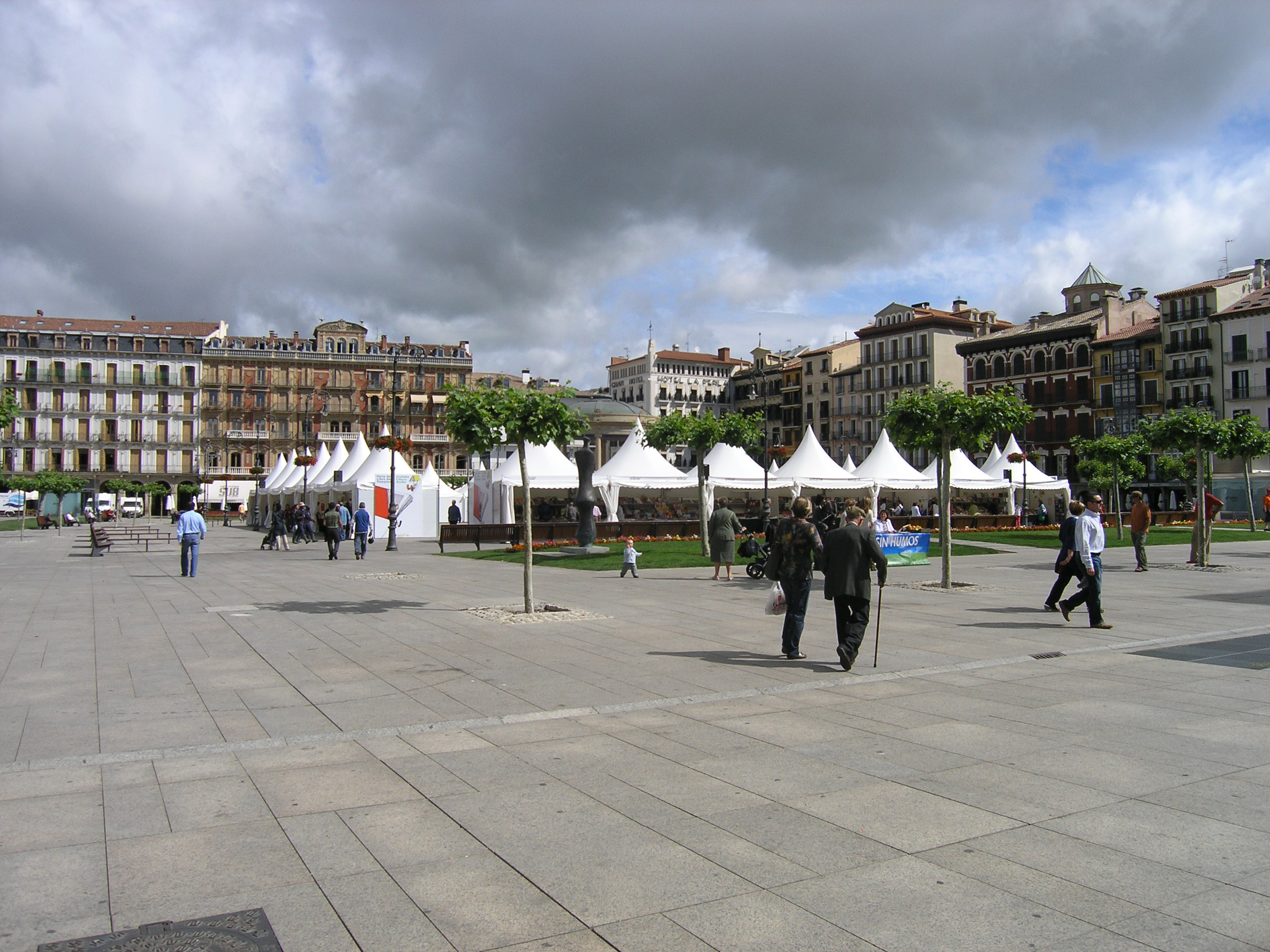

Em finais do século XVIII a praça foi decorada com uma fonte dedicada à Abundância da autoria de Luis Paret, popularmente conhecida como a Mariblanca, a qual foi demolida em 1910, conservando-se apenas a sua estátua. Em 1836 as carmelitas viram-se obrigadas a abandonar o seu convento, devido à desamortização de Mendizábal. No lugar do convento foi construído o Palácio da Deputação, o antigo Crédito Navarro e o Teatro Principal (antecessor do atual Teatro Gayarre), todos em estilo neoclássico. Em 1859 abriu o Hotel La Perla, o mais antigo de Navarra e um dos mais antigos de Espanha, o qual ainda se encontra num dos cantos da praça.
Entre 1880 e 1895 abriram o Casino Princiapl e o Café Iruña, ambos com um ar romântico de fim de século que ainda conservam. Muitos outros cafés proliferaram na praça nessa época. Com a construção do Segundo Ensanche o Teatro Principal teve que ser recuado, para que a praça pudesse ser aberta, o que aconteceu em 1931. O coreto que se encontra no meio da praça foi construído em 1943. Recentemente foi reabilitada a "belena del Iruña", uma ruela larga, estreita e sem saída que dantes era usada para aceder a alguns locais que que davam para outras ruas mais importantes.

## A polémica do parque de estacionamento subterrâneo

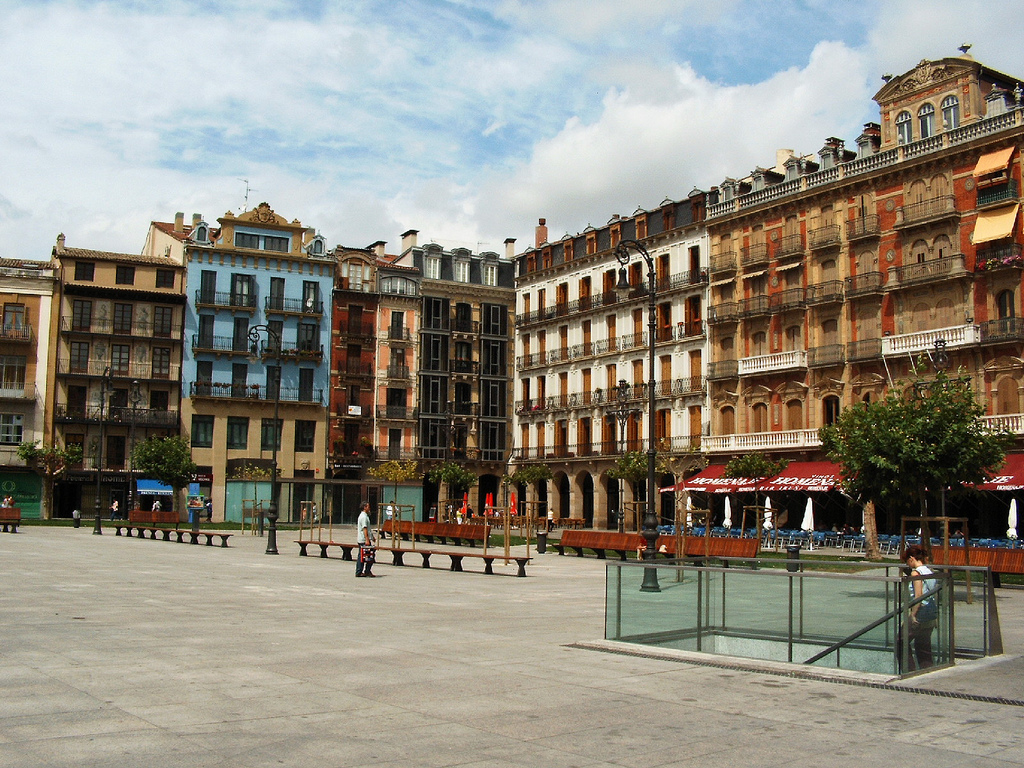

Durante a construção de um parque de estacionamento subterrâneo na praça, entre 2001 e 2003, uma obra que gerou bastante controvérsia, foram descobertos os restos de termas romanas, uma necrópole muçulmana com mais de 200 esqueletos, um troço da muralha medieval, restos do convento das carmelitas e um menir de época desconhecida.
A maioria desses restos arqueológicos foram destruídos, o que provocou a indignação de muitos cidadãos. A oposição alegava que o parque era desnecessário e o seu único fim era permitir a classificação do pequeno Hotel La Perla com cinco estrelas, o que viria a suceder, classificação essa que exigia ter lugares de estacionamento. A polémica chegou mesmo a originar enfrentamentos violentos nas ruas da cidade, porque muitos consideraram a destruição dos restos arqueológicos uma espoliação. A controvérsia deu inclusivamente origem a um livro.
Só uma pequena parte dos restos (120 metros da muralha de Fernando o Católico) foram conservados, tendo sido destruídas as termas, o menir e os restos vascões, entre outros achados, tendo sido proibida a prosecução das investigações. Posteriormente, a maior parte dos poucos vestígios que tinham sido conservados foram destruídos ao serem enterradosem 2008 debaio de uma nova unidade urbanística nos arredores de Pamplona.